# Centro educativo al aire libre Bamboo Brook
El Centro educativo al aire libre Bamboo Brook, en inglés: Bamboo Brook Outdoor Education Center, es un arboreto y jardín botánico de 100 acres (0.40 km²), que se encuentra en Gladstone, NJ 07934, Nueva Jersey. 

## Localización
Bamboo Brook Outdoor Education Center Morris County Park Commission, 170 Longview Road, Far Hills, Morris county-Somerset county, New Jersey NJ 07931, United States of America-Estados Unidos de América
Planos y vistas satelitales.40°43′26.3994″N 74°41′38.0394″O / 40.723999833, -74.693899833
- Promedio anual de lluvias: 1363 mm.
- Altitud: 100 m s. n. m.

El arboreto está abierto de mayo a mediados de octubre. La entrada es libre.

## Historia

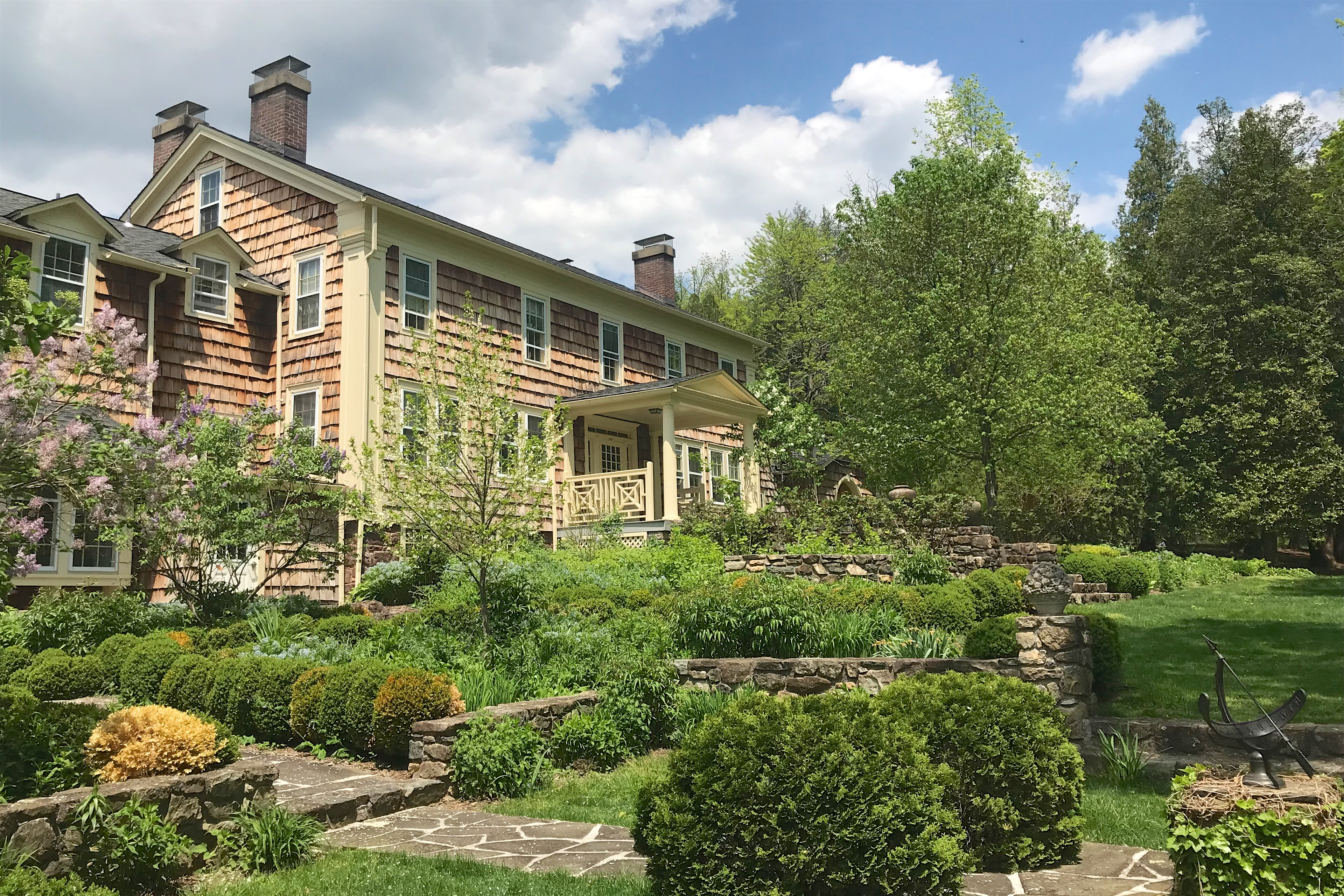
Hutcheson House

El "Bamboo Brook Outdoor Education Center" originalmente era conocido como "Merchiston Farm," el hogar entre 1911 a 1959 de la reconocida arquitecta del paisaje Martha Brookes Hutcheson.
Después del matrimonio de Hutcheson en 1911, se retiró de la práctica comercial, pero ella comenzó a diseñar el paisaje de su propio jardín de 5 acres en la parcela de la granja de 100 acres (0.40 km²) de su propiedad en Gladstone, Nueva Jersey. 
Su diseño general fue influenciado por los jardines italianos clásicos, con una laguna rodeada de plantas nativas, huerta, arriates de flores, huertos, alamedas y edificios de la granja. Esta finca, con jardín, se conserva como "Bamboo Brook Outdoor Education Center".
Del Centro 100 acres incluyen campos, bosques y un jardín diseñado por la Sra. Hutcheson, una de las primeras mujeres que se formó como arquitecto paisajista en los Estados Unidos. "The Park Commission" se ha enbarcado en una extensa restauración de los jardines del "Bamboo Brook". 
El arboreto y jardines están administrados por la "Morris County Park Commission, Horticulture Department, Bamboo Brook". 
El Arboretum es de interés para los estudiosos de la botánica y horticultura, así como todos los aficionados a las plantas, los jardineros y los grupos de escolares. 
Ahora está en la etapa inicial de una plantación de varios años y el proyecto de renovación, cada año habrá más nuevas e interesantes muestras para ver.

## Colecciones
Los visitantes pueden ver ejemplares maduros de árboles como el árbol erudito japonés (Sophora japonica) y americano Ostrya virginiana, así como muchas plantas nativas. 
Los jardines de humedales y la alameda de cedros blancos (Thuja occidentalis) son algunos de los atractivos más significativos del jardín. 
Además de las áreas formales, hay senderos que serpentean a través de los campos y a lo largo del arroyo. 
También se pueden observar una gran variedad de especies animales, de aves, mariposas e insectos. 